# Brandkatastrophe in der Bronx 2017
Bei einer Brandkatastrophe in der Bronx wurden am 28. Dezember 2017 im vierstöckigen Wohngebäude 2363 Prospect Avenue im Stadtviertel Belmont, unweit des Bronx Zoo, zwölf Menschen getötet, darunter drei Kinder. Sechs weitere Menschen in dem 26 Wohneinheiten umfassenden Gebäude wurden verletzt, vier von ihnen schwer. Eine der schwer verletzten Personen starb eine Woche später.
Es handelte sich um das – die Terroranschläge vom 11. September 2001 nicht mit eingeschlossen – Schadensfeuer in der Stadt New York mit den meisten Todesopfern seit dem Brand des Geselligkeitsvereins Happy Land in der Bronx im Jahr 1990. Damals waren nach Brandstiftung in illegal als Versammlungsort genutzten Räumlichkeiten 87 Personen gestorben. Im März 2007 waren bei einem Wohngebäudebrand in der Bronx 10 Personen ums Leben gekommen, darunter 9 Kinder.

## Hergang
Das Feuer war kurz vor 19 Uhr durch einen Dreijährigen ausgelöst worden, der in der elterlichen Küche an der Rückseite des Gebäudes mit den Reglern des Gasherds gespielt hatte. Die Mieterin ließ bei der Flucht mit ihren beiden Kindern die Abschlusstür ihrer Erdgeschosswohnung geöffnet zurück, anstatt sie wieder zu schließen und damit die Ausbreitung von Rauch und Flammen ins Treppenhaus möglichst zu verlangsamen. Der Brand versperrte, angefacht durch den Kamineffekt und starken Wind bei Temperaturen bis minus 10 °C, den Bewohnern der oberen Etagen den Fluchtweg und erfasste weitere Wohnungen.
Die eintreffenden Kräfte der New Yorker Feuerwehr sahen sich mit einem für frühe Abendstunden ungewöhnlich weit fortgeschrittenen Brand auf mehreren Etagen konfrontiert. Rund fünfzehn bis zwanzig Personen hatten sich zu dem Zeitpunkt auf die außen angebrachten Rettungswege und Feuertreppen geflüchtet, und noch einmal die gleiche Anzahl auf einen Balkon. Fünf der Verstorbenen wurden letztlich im Gebäude aufgefunden.
Untersuchungen ergaben, dass das 1916 errichtete Gebäude nicht den gesetzlich vorgeschriebenen Brandschutzbestimmungen entsprach. Laut öffentlichen Aufzeichnungen hatte das Gebäude mehrere Verstöße gegen die Vorschriften erhalten, unter anderem wegen eines kaputten Rauchmelders im ersten Stock, wo die Behörden sagen, dass das Feuer ausbrach. Bürgermeister Bill de Blasio hingegen sagte dem Radiosender WNYC, dass es nicht den Anschein habe, dass „an dem Gebäude oder dem baulichen Brandschutz etwas Problematisches“ gewesen sei. Mehrfamilienhäuser in der Stadt New York müssen mit selbsttätig schließenden Wohnungstüren ausgestattet sein.

## Einsatzablauf
Um 18:51 Uhr ging der erste telefonische Notruf ein, gefolgt von weiteren Notrufen, die eingeschlossene Personen meldeten, darunter ein Baby im zweiten Stock.
Gegen 18:55 Uhr, drei Minuten nach dem Notruf, trafen die ersten Einheiten der Feuerwehr am Einsatzort ein. Der Hydrant in der Nähe des Gebäudes war eingefroren, so dass für kurze Zeit nur Wasser aus dem Tank des ersten Löschfahrzeugs zur Verfügung stand. Der Einsatzleiter forderte weitere Einheiten nach. Noch auf dem Weg zum Treppenhaus fand der erste Angriffstrupp drei Opfer vor.
Zur laufenden Menschenrettung, Patientenversorgung und Brandbekämpfung erhöhte in der Folge die Einsatzleitung bis 19:07 Uhr die Alarmstufe auf Dritten Alarm. Bei der New Yorker Feuerwehr bringt jede Alarmstufe grundsätzlich rund 30 Feuerwehrleute zur Einsatzstelle, ergänzt durch weitere Einheiten und Führungsfunktionen.
Um 19:31 Uhr hatte der Rettungsdienst 14 Verletzte zu versorgen, davon 12 in der Sichtungskategorie Rot.
Um 19:37 Uhr wurde auf Vierten Alarm erhöht. In der Folge waren insgesamt 160 Feuerwehrleute im Einsatz.
Um 20:45 Uhr stufte die Einsatzleitung den Brand als in der Gewalt (probably will hold) ein.
Um 21:04 Uhr waren dem Rettungsdienst vier Patienten in Sichtungskategorie Rot, einer in Gelb und zwei in Grün bekannt, dazu zwölf in Kategorie Schwarz.
Gegen 21:10 Uhr erklärte der Wehrführer als Einsatzleiter das Feuer für unter Kontrolle (under control). Angesichts des eisigen Winterwetters ließ er auf Fünften Alarm erhöhen, um erschöpfte Kräfte abzulösen.
In der Nacht um 03:30 Uhr waren weiterhin Einheiten an der Brandruine im Einsatz.